# Hysterothylacium amoyense
Hysterothylacium amoyense is een rondwormensoort uit de familie van de Anisakidae. De wetenschappelijke naam van de soort is voor het eerst geldig gepubliceerd in 1933 door Hsü.